# بونغو (ظبي)
البونغو أو عَلِب (الاسم العلمي: Tragelaphus eurycerus) هو أكبر أنواع ظباء أفريقيا حجما وأكثرها تلونا. يمكن تمييزه فورا من معطفه الكستنائي المحمر والمخطط بعشرة إلى خمسة عشر خطوط بيضاء عمودية على جذعه وردفيه.